# Cui Jian

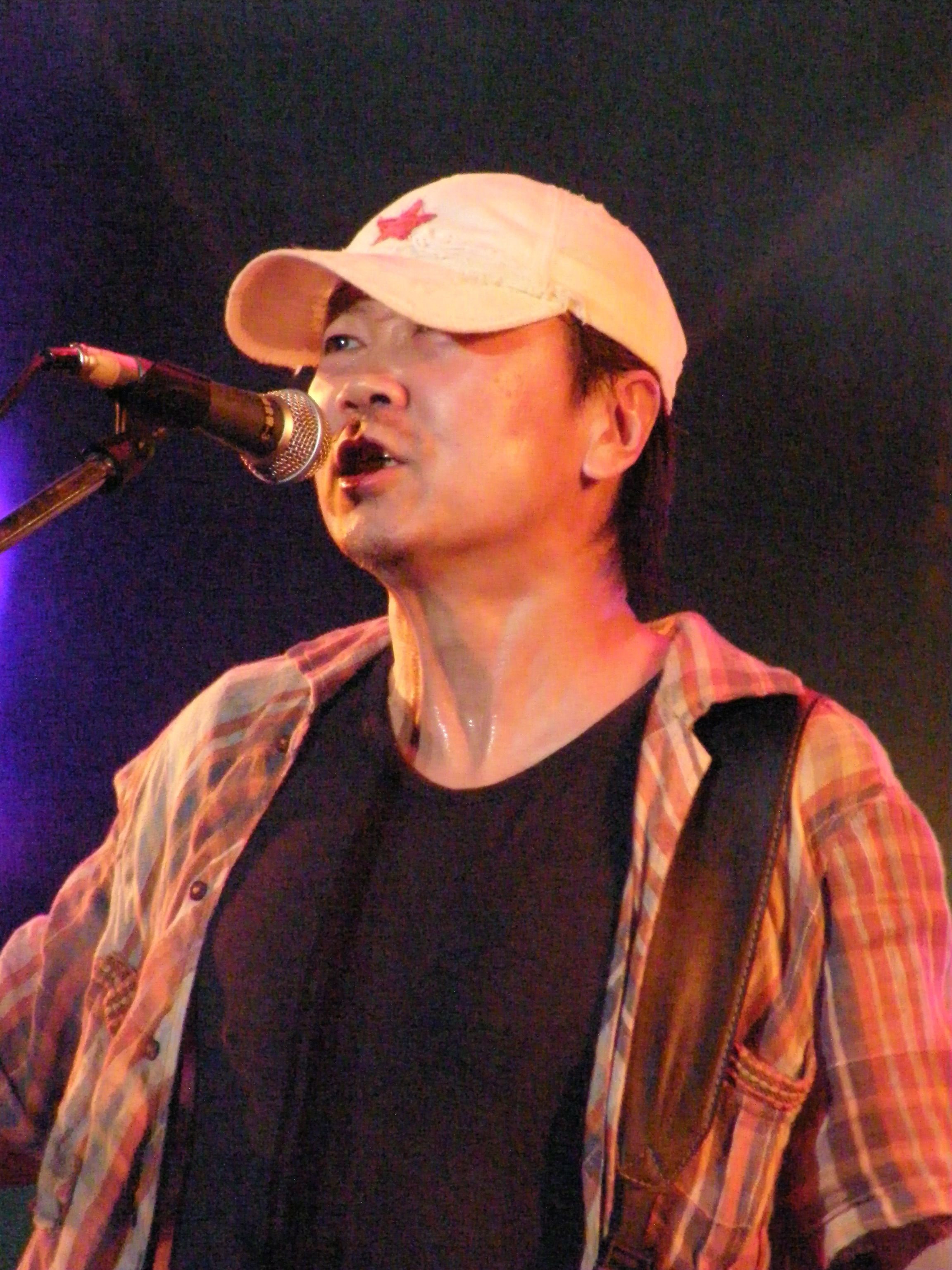
Cui Jian 2007 bei einem Auftritt auf dem Hohaiyan Rock Festival in Taiwan.

Cui Jian (chinesisch 崔健, Pinyin Cuī Jiàn; * 2. August 1961 in Peking, Volksrepublik China) ist ein chinesischer Rockmusiker koreanischer Abstammung. Er gilt als Pionier der chinesischen Rockmusik und wird auch als Vater des chinesischen Rocks bezeichnet. Tätig ist er als Trompeter, Gitarrist, Liedermacher, Komponist und Schauspieler.

## Leben
Cui Jian entstammt einer musikalischen Familie mit koreanischer Abstammung. Im Alter von vierzehn Jahren fing er an Trompete zu spielen und arbeitete von 1981 bis 1987 mit dem Beijing Symphony Orchestra zusammen. Gegen Ende des Jahres 1984 nahm er sein erstes Album Langzigui (浪子归 „Rückkehr des verlorenen Sohns“) auf. Die Texte entstammen nicht seiner Hand, und die Musik entspricht dem Mainstream der gängigen Musik zu der Zeit. Schlagartig bekannt wurde er 1986 mit seinem Lied Yī wú sǔoyǒu (一无所有 englisch Nothing to My Name, dt.: „Ich habe nichts“).
Im Jahr 1988 bringt er mit der Pekinger Band ADO das erste Rockalbum der Volksrepublik China heraus: Rock and Roll on the New Long March (新长征路上的摇滚). Obwohl sie nicht in den Medien präsent waren, die Organisation problematisch war und sie mit der Zensur konfrontiert wurden, verkaufte sich das Album im ganzen Land und wurde zur Stimme vieler.
Cui Jian ist der erste Rockmusiker der Volksrepublik, der auch Konzerte außerhalb des Landes gab, wie 1988 in Seoul, 1989 in Paris und London.
Während der Studentenproteste auf dem Tian’anmen 1989 spielte er das Lied Yī wú suǒyǒu (一无所有 englisch Nothing to My Name, dt.: „Ich habe nichts“), das zu einer „Hymne der Studentenproteste“ wurde. In der Folge wurde er von chinesischen Behörden gehindert, in Peking aufzutreten.
Seit 1993 ist er außerdem an verschiedenen Filmprojekten beteiligt, wie Die Bastarde von Peking von Zhang Yuan. Für Devils on the Doorstep (鬼子来了,  gǔizǐ lái le) schrieb er 2000 die Filmmusik. Im gleichen Jahr erhielt er den Prinz-Claus-Preis aus den Niederlanden für seine außergewöhnlichen Erfolge für Kultur und Gesellschaft.
Ebenso spielte er in Roots and Branches (我的兄弟姐妹,  Wǒ de xiōngdì jǐemèi) von Yu Zhong mit.
Mit dem Musical Show You Color (给你一点颜色 Gěi nǐ yīdiǎn yánsè) der Hong Kong Modern Dance Company feierte er 2001 Premiere.
Während seine Musik vom anfänglichen Rock später zu rhythmusorientiertem Avant Rock wechselte, können seine neueren Alben nicht an seinen Erfolg im Jahr 1988 heranreichen.
Er betätigt sich weiterhin als Kritiker der chinesischen Gesellschaft und ist auch nach dem Tian’anmen-Massaker in der chinesischen Untergrundkultur tätig.

## Diskographie (Auswahl)

### Alben
- 浪子归 (Langzigui) (1984)
- 新长征路上的摇滚 (Rock and Roll on the New Long March) (1989)
- 解决 (Solution) (1991)
- 红旗下的蛋 (Balls Under the Red Flag) (1994)
- 无能的力量 (The Power of the Powerless) (1998)
- 给你一点颜色 (Show You Color) (2005)

### Filmmusik
- Crossings (错爱,  Cùo ài) (1994)
- Die Bastarde von Peking (北京杂种,  Běijīng Zázhǒng) (1996)
- Devils on the Doorstep (鬼子来了,  Gǔizǐ lái le) (1999)

### Tributes über Cui Jian
- 谁是崔健 (Who is Cui Jian?) (2005), Tribute chin. Undergroundbands und -musiker, die Cui Jians Songs covern. Publisher: Scream Records.

## Filmografie (Auswahl)
- Die Bastarde von Peking (北京杂种,  Běijīng Zázhǒng) (1996)
- Roots and Branches (我的兄弟姐妹,  wǒ de xiōngdì jǐemèi) (2003)